# Alfred Tonello
Alfred 'Sigisfredo' Tonello (Parijs, 11 maart 1929 – Bondy, 21 december 1996) was een Frans wielrenner. Tonello nam deel aan de Olympische Zomerspelen 1952. Hij werd op de weg dertiende als individuele renner en behaalde in het ploegenklassement de derde plaats.

## Belangrijkste overwinningen
1953
- 1e etappe Ronde van Picardië
- Eindklassement Ronde van Picardië

1956
- 4e etappe Ronde van Catalonië

## Resultaten in voornaamste wedstrijden
| Jaar | Ronde van Italië | Ronde van Frankrijk | Ronde van Spanje |
| ---- | ---------------- | ------------------- | ---------------- |
| 1953 |                  | 49e                 |                  |
| 1954 |                  | 58e                 |                  |
| 1955 |                  |                     |                  |
| 1956 |                  | 66e                 |                  |
| 1957 |                  |                     |                  |

| Jaar | Parijs-Roubaix | Luik-Bast.‑Luik |
| ---- | -------------- | --------------- |
| 1953 | 27e            |                 |
| 1954 |                |                 |
| 1955 | 52e            | 13e             |
| 1956 |                | 33e             |
| 1957 | 101e           |                 |